# Wald (Appenzell Exterior)
Wald é uma comuna da Suíça, no Cantão Appenzell Exterior, com cerca de 884 habitantes. Estende-se por uma área de 6,82 km², de densidade populacional de 130 hab/km². Confina com as seguintes comunas: Heiden, Oberegg (AI), Rehetobel, Trogen.
A língua oficial nesta comuna é o alemão.